# .lk
.lk — национальный домен верхнего уровня для Шри-Ланки. Для того, чтобы зарегистрировать и использовать имя на данном домене, компаниям нужно иметь контактный адрес в Шри-Ланке (который может быть получен через агентов или юридические фирмы).

## Домены второго уровня
Регистрация проходит на втором уровне, а также на третьем уровне под различными категориями имён второго уровня. Регистрация на втором уровне автоматически блокирует сходные названия, даваемые при регистрации из третьего уровня.
Домены второго уровня с ограниченной регистрацией:
- .gov.lk: Правительственные департаменты Шри-Ланки (автоматически резервирует имя на втором уровне при любых других именах второго уровня)
- .sch.lk: зарегистрированные школы в Шри-Ланке
- .net.lk: лицензированные интернет-провайдеры в Шри-Ланке
- .int.lk: международные организации при наличии договора

Домены второго уровня с открытой регистрацией:
- .com.lk: коммерческие организации
- .org.lk: некоммерческие организации
- .edu.lk: образовательные сайты
- .ngo.lk: неправительственные организации
- .soc.lk: зарегистрированные общества
- .web.lk: веб-сайты
- .ltd.lk: общества с ограниченной ответственностью
- .assn.lk: ассоциации
- .grp.lk: группы компаний
- .hotel.lk: гостиницы

## Многоязычные домены верхнего уровня
В сентябре 2010 года для Шри-Ланки были введены два новых домена верхнего уровня:
- .ලංකා для доменных имён на сингальском языке.
- .இலங்கை для доменных имён на тамильском языке.